# Kabinett Vajpayee III

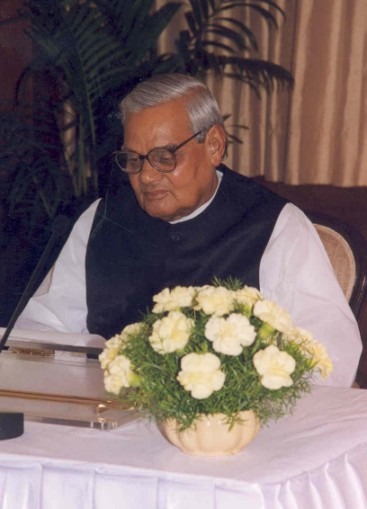
Premierminister Atal Bihari Vajpayee

Das Kabinett Vajpayee III war die dritte Regierung Indiens unter Führung von Premierminister Atal Bihari Vajpayee und wurde nach der Parlamentswahl in Indien 1999 gebildet. Am 13. Oktober 1999 wurden der Premierminister und sein Kabinett durch Staatspräsident K. R. Narayanan vereidigt. Die Regierung amtierte, von einzelnen personellen Änderungen abgesehen, über eine volle Legislaturperiode von fünf Jahren bis zur Parlamentswahl 2004.
Die Wahlen 1999 waren von der National Democratic Alliance (NDA), einer Multi-Parteienkoalition unter Führung der Bharatiya Janata Party (BJP) gewonnen worden. Auch weil viele Personalansprüche der Koalitionspartner berücksichtigt werden mussten, umfasste das Koalitionskabinett mit 70 Personen eine Rekordzahl an Mitgliedern (den Premierminister, 25 Kabinettsminister, 7 Staatsminister mit eigenem unabhängigem Aufgabenbereich und 37 Staatsminister ohne unabhängigen Aufgabenbereich).

## Kabinettsumbildungen
Im Verlauf der Legislaturperiode kam es zu zahlreichen Kabinettsumbildungen bzw. Umstrukturierungen:
- 22. November 1999: Kabinettsumbildung[5][6]
- 26. November 1999: Neuordnung von Zuständigkeiten[6]
- 10. Dezember 1999: Neuordnung von Zuständigkeiten[6]
- 1. Februar 2000: Rücktritt von Staatsministerin Uma Bharti[7]
- 2. Februar 2000: Neuordnung von Zuständigkeiten[7]
- 3. März 2000: Rücktritt von Minister Nitish Kumar[7]
- 4. März 2000: Rücktritt von Minister Naveen Patnaik[7]
- 6. März 2000: Neuordnung von Zuständigkeiten[7]
- 27. Mai 2000: Kabinettsumbildung[8][9]
- 23./24. Juli 2000: Rücktritt von Justizminister Ram Jethmalani, Neuordnung der Ressorts[10]
- 23. August 2000: Minister für Energie P.R. Kumaramangalam verstorben, Premierminister übernimmt sein Ressort[10]
- 29. September 2000: Rücktritt des Staatsministers für Landwirtschaft S.B.P.B.K.S. Rao[10]
- 30. September 2000: Kabinettsumbildung[10]
- 7. November 2000: Kabinettsumbildung[11]
- 15. März 2001: Rücktritt der Minister Mamata Banerjee, George Fernandez, Ajit Kumar Panja infolge der Tehelka-Affäre[12]
- 22. Juli 2001: Kabinettsumbildung[13]
- 1. September 2001: Kabinettsumbildung[14][15]
- 15. Oktober 2001: kleine Kabinettsumbesetzung[16]
- 29. April 2002: Rücktritt von Ram Vilas Paswan[17]
- 2. Juli 2002: Kabinettsumbildung[18]
- 26. August 2002: Kabinettsumbildung[19]
- 29. Januar 2003. größere Kabinettsumbildung[20]

## Kabinettsminister
| Ressort | Name                                                                                              | Bundesstaat      | Partei | Partei    |
| --- | ------------------------------------------------------------------------------------------------- | ---------------- | ------ | --------- |
| Premierminister Dem Premierminister zugeordnet: - Planungskommission - Atomenergie - Raumfahrt - Statistik und Programmumsetzung - Personal, Pensionen und öffentliches Beschwerdewesen (bis 30. Januar 2003) - Energie (ab 23. August 2000)      | Atal Bihari Vajpayee                                                                              | Uttar Pradesh    |        | BJP       |
| Verteidigung (Defence) | George Fernandes Rücktritt 15. März 2001                                                          | Bihar            |        | JD(U)     |
| Verteidigung (Defence) | Jaswant Singh ab 18. März 2000                                                                    | Rajasthan        |        | BJP       |
| Verteidigung (Defence) | George Fernandes ab 15. November 2001                                                             | Bihar            |        | JD(U)     |
| Humanressourcen, Wissenschaft und Technologie (Human resource development, science & technology) | Murli Manohar Joshi                                                                               | Uttar Pradesh    |        | BJP       |
| Eisenbahnminister (Railways) | Mamata Banerjee Rücktritt 15. März 2001                                                           | Westbengalen     |        | AITC      |
| Eisenbahnminister (Railways) | Nitish Kumar ab 16. März 2001                                                                     | Bihar            |        | SAP JD(U) |
| Inneres (Home Affairs) Stellvertretender Premierminister (Deputy Prime Minister) ab 29. Juni 2002 Personal, Pensionen und öffentliches Beschwerdewesen (Personnel, Pensions and Public Grievance) ab 30. Januar 2003, vorher beim Premierminister | Lal Krishna Advani                                                                                | Gujarat          |        | BJP       |
| Chemikalien und Düngemittel (Chemicals and Fertilisers) | Suresh Prabhu ab dem 30. September 2000                                                           | Maharashtra      |        | SHS       |
| Chemikalien und Düngemittel (Chemicals and Fertilisers) | Sukhdev Singh Dhindsa ab 7. November 2000                                                         | Punjab           |        | SAD       |
| Chemikalien und Düngemittel (Chemicals and Fertilisers) | Chhatrapal Singh Lodha                                                                            | Orissa           |        | BJP       |
| Stadtentwicklung (Urban development) | Jagmohan                                                                                          | Delhi            |        | BJP       |
| Stadtentwicklung (Urban development) | Ananth Kumar ab 1. September 2001                                                                 | Karnataka        |        | BJP       |
| Verbraucherangelegenheiten und Verteilung öffentlicher Güter (Consumer affairs and public distribution) | Shanta Kumar                                                                                      | Himachal Pradesh |        | BJP       |
| Verbraucherangelegenheiten und Verteilung öffentlicher Güter (Consumer affairs and public distribution) | Sharad Yadav ab 1. Juli 2002                                                                      | Bihar            |        | JD(U)     |
| Städtische Beschäftigung und Armutsbekämpfung (Urban employment and poverty alleviation) Jugend und Sport (Youth Affairs and Sports) (ab dem 4. März 2000)                                                                                        | Satyanarain Jatia                                                                                 | Madhya Pradesh   |        | BJP       |
| Städtische Beschäftigung und Armutsbekämpfung (Urban employment and poverty alleviation) Jugend und Sport (Youth Affairs and Sports) (ab dem 4. März 2000)                                                                                        | Sukhdev Singh Dhindsa ab 26. November 1999                                                        | Punjab           |        | SAD       |
| Städtische Beschäftigung und Armutsbekämpfung (Urban employment and poverty alleviation) Jugend und Sport (Youth Affairs and Sports) (ab dem 4. März 2000)                                                                                        | Uma Bharti ab 7. November 2000                                                                    | Madhya Pradesh   |        | BJP       |
| Städtische Beschäftigung und Armutsbekämpfung (Urban employment and poverty alleviation) Jugend und Sport (Youth Affairs and Sports) (ab dem 4. März 2000)                                                                                        | Vikram Verma ab 26. August 2002                                                                   | Madhya Pradesh   |        | BJP       |
| Finanzen | Yashwant Sinha                                                                                    | Bihar            |        | BJP       |
| Finanzen | Jaswant Singh ab dem 3. Juli 2002                                                                 | Rajasthan        |        | BJP       |
| Stammesangelegenheiten (Tribal affairs) | Juel Oram                                                                                         | Orissa           |        | BJP       |
| Straßentransport (Surface transport) | Nitish Kumar                                                                                      | Bihar            |        | SAP JD(U) |
| Textilindustrie | Kashiram Rana                                                                                     | Gujarat          |        | BJP       |
| Außenminister | Jaswant Singh                                                                                     | Rajasthan        |        | BJP       |
| Außenminister | Yashwant Sinha ab dem 3. Juli 2002                                                                | Bihar            |        | BJP       |
| Handel und Industrie (Commerce & industry) | Murasoli Maran                                                                                    | Tamil Nadu       |        | DMK       |
| Justiz und Unternehmensangelegenheiten (Law, Justice and Company Affairs) | Ram Jethmalani Rücktritt am 23. Juli 2000                                                         | Maharashtra      |        | parteilos |
| Justiz und Unternehmensangelegenheiten (Law, Justice and Company Affairs) | Arun Jaitley ab 7. November 2000 Kabinettsminister, vorher Staatsminister                         | Delhi            |        | BJP       |
| Justiz und Unternehmensangelegenheiten (Law, Justice and Company Affairs) | Jana Krishnamurthy ab dem 3. Juli 2002                                                            | Tamil Nadu       |        | BJP       |
| Justiz und Unternehmensangelegenheiten (Law, Justice and Company Affairs) | Arun Jaitley ab dem 29. Januar 2003                                                               | Delhi            |        | BJP       |
| Energie (Ministry of Power) | P. R. Kumaramangalam am 23. August 2000 verstorben, Ressort danach dem Premierminister zugeordnet | Tamil Nadu       |        | BJP       |
| Energie (Ministry of Power) | Anant Gangaram Geete ab dem 26. August 2002                                                       | Maharashtra      |        | SHS       |
| Ländliche Entwicklung (Rural Development) | Sunder Lal Patwa                                                                                  | Madhya Pradesh   |        | BJP       |
| Ländliche Entwicklung (Rural Development) | M. Venkaiah Naidu ab dem 30. September 2000                                                       | Andhra Pradesh   |        | BJP       |
| Ländliche Entwicklung (Rural Development) | Shanta Kumar ab dem 2. Juli 2002                                                                  | Himachal Pradesh |        | BJP       |
| Erdöl- und Erdgasindustrie | Ram Naik                                                                                          | Maharashtra      |        | BJP       |
| Kultur, Jugend und Sport (ab 2. Februar 2000 auch Tourismus; Jugend und Sport dafür ausgegliedert) | Ananth Kumar                                                                                      | Karnataka        |        | BJP       |
| Kultur, Jugend und Sport (ab 2. Februar 2000 auch Tourismus; Jugend und Sport dafür ausgegliedert) | Bhavna Chikhalia ab 29. Januar 2003                                                               | Gujarat          |        | BJP       |
| Bergbau (Kohle) und Bodenschätze (Mines (Coal) and minerals) | Naveen Patnaik 4. März 2000 Rücktritt                                                             | Orissa           |        | BJD       |
| Bergbau (Kohle) und Bodenschätze (Mines (Coal) and minerals) | P. R. Kumaramangalam ab 6. März 2000, am 23. August 2000 verstorben                               | Tamil Nadu       |        | BJP       |
| Bergbau (Kohle) und Bodenschätze (Mines (Coal) and minerals) | Sunder Lal Patwa ab 30. September 2000                                                            | Madhya Pradesh   |        | BJP       |
| Bergbau (Kohle) und Bodenschätze (Mines (Coal) and minerals) | Ram Vilas Paswan ab 1. September 2001 Rücktritt 29. April 2002                                    | Bihar            |        | LJP       |
| Bergbau (Kohle) und Bodenschätze (Mines (Coal) and minerals) | Lal Krishna Advani ab 1. Juli 2002 bis 25. August 2002                                            | Gujarat          |        | BJP       |
| Bergbau (Kohle) und Bodenschätze (Mines (Coal) and minerals) | Uma Bharti ab 26. August 2002                                                                     | Madhya Pradesh   |        | BJP       |
| Bergbau (Kohle) und Bodenschätze (Mines (Coal) and minerals) | Karia Munda ab 29. Januar 2003                                                                    | Jharkhand        |        | BJP       |
| Parlamentsangelegenheiten (Parliamentary affairs) | Pramod Mahajan                                                                                    | Maharashtra      |        | BJP       |
| Schwerindustrie und öffentliche Unternehmen (Heavy industries and public enterprises) | Manohar Gajanan Joshi                                                                             | Maharashtra      |        | SHS       |
| Schwerindustrie und öffentliche Unternehmen (Heavy industries and public enterprises) | Balasahib Vikhe Patil ab dem 2. Juli 2002                                                         | Maharashtra      |        | SHS       |
| Umwelt und Waldwirtschaft (Environment and forests) | T. R. Baalu                                                                                       | Tamil Nadu       |        | DMK       |
| Umwelt und Waldwirtschaft (Environment and forests) | Dilip Singh Judeo ab 29. Januar 2003                                                              | Chhattisgarh     |        | BJP       |
| Kommunikation und Informationstechnologie | Ram Vilas Paswan                                                                                  | Bihar            |        | JD(U)     |
| Kommunikation und Informationstechnologie | Pramod Mahajan ab 1. September 2001                                                               | Maharashtra      |        | BJP       |
| Kommunikation und Informationstechnologie | Arun Shourie ab 29. Januar 2003                                                                   | Uttar Pradesh    |        | BJP       |
| Zivilluftfahrt | Sharad Yadav                                                                                      | Bihar            |        | JD(U)     |
| Zivilluftfahrt | Syed Shahnawaz Hussain ab 1. September 2001                                                       | Delhi            |        | BJP       |
| Immobilien- und Grundbesitzverwaltung (Works and Estates) | Sukhdev Singh Dhindsa ab 22. November 1999                                                        | Punjab           |        | SAD       |
| Straßentransport (Surface Transport) | Rajnath Singh ab 22. November 1999                                                                | Uttar Pradesh    |        | BJP       |
| Wasserressourcen | C. P. Thakur ab 22. November 1999                                                                 | Bihar            |        | BJP       |
| Wasserressourcen | Arjun Charan Sethi ab 27. Mai 2000                                                                | Orissa           |        | BJD       |
| Landwirtschaft (Agriculture) | Nitish Kumar Rücktritt am 3. März 2000, wieder im Amt ab 27. Mai 2000                             | Bihar            |        | SAP JD(U) |
| Landwirtschaft (Agriculture) | Sunder Lal Patwa ab 6. März 2000                                                                  | Madhya Pradesh   |        | BJP       |
| Landwirtschaft (Agriculture) | Ajit Singh ab 22. Juli 2001                                                                       | Uttar Pradesh    |        | RLD       |
| Information und Rundfunk (Information and Broadcasting) | Sushma Swaraj ab 30. September 2000                                                               | Haryana          |        | BJP       |
| Schifffahrt (Shipping) | Arun Jaitley ab 7. November 2000                                                                  | Delhi            |        | BJP       |
| Schifffahrt (Shipping) | Ved Prakash Goyal ab 1. September 2001                                                            | Haryana (?)      |        | BJP       |
| Schifffahrt (Shipping) | Shatrughan Sinha ab 29. Januar 2003                                                               | Bihar            |        | BJP       |
| Arbeit und Soziale Gerechtigkeit (Labour and Social Justice) | Satyanarayan Jatiya ab 1. September 2001                                                          | Madhya Pradesh   |        | BJP       |
| Arbeit und Soziale Gerechtigkeit (Labour and Social Justice) | Sharad Yadav ab 1. September 2001                                                                 | Bihar            |        | JD(U)     |
| Arbeit und Soziale Gerechtigkeit (Labour and Social Justice) | Sahib Singh Verma ab dem 2. Juli 2002                                                             | Delhi            |        | BJP       |
| Gesundheit, Familienwohlfahrt und Parlamentsangelegenheiten (Health, Family Welfare & Parliamentary Affairs) | Sushma Swaraj ab 29. Januar 2003                                                                  | Haryana          |        | BJP       |

## Staatsminister mit eigenem unabhängigem Aufgabenbereich
| Amt                                                                               | Name                                                                         | Bundesstaat    | Partei | Partei    |
| --------------------------------------------------------------------------------- | ---------------------------------------------------------------------------- | -------------- | ------ | --------- |
| Soziale Gerechtigkeit und Mitwirkungsmöglichkeiten (Social justice & empowerment) | Maneka Gandhi entlassen 2. Juli 2002                                         | Uttar Pradesh  |        | parteilos |
| Nicht-konventionelle Energien                                                     | M. Kannappan                                                                 | Delhi          |        | MDMK      |
| Information und Rundfunk (Information and Broadcasting)                           | Arun Jaitley                                                                 | Delhi          |        | BJP       |
| Information und Rundfunk (Information and Broadcasting)                           | Ravi Shankar Prasad                                                          | Bihar          |        | BJP       |
| Tourismus                                                                         | Uma Bharti Rücktritt 1. Februar 2000, danach zusammengelegt                  | Madhya Pradesh |        | BJP       |
| Tourismus                                                                         | Vinod Khanna ab dem 2. Juli 2002                                             | Punjab         |        | BJP       |
| Kleinindustrien (Small-scale industries)                                          | Vasundhara Raje Scindia                                                      | Rajasthan      |        | BJP       |
| Kleinindustrien (Small-scale industries)                                          | Sanga Priya Gautam ab 29. Januar 2003                                        | Uttar Pradesh  |        | BJP       |
| Gesundheit und Familienwohlfahrt (Health and family welfare)                      | N. T. Shanmugam                                                              | Delhi          |        | PMK       |
| Gesundheit und Familienwohlfahrt (Health and family welfare)                      | C. P. Thakur ab 27. Mai 2000                                                 | Bihar          |        | BJP       |
| Gesundheit und Familienwohlfahrt (Health and family welfare)                      | Vallabhbhai Kathiria ab 29. Januar 2003                                      | Gujarat        |        | BJP       |
| Stahlindustrie                                                                    | Dilip Ray                                                                    | Orissa         |        | BJD       |
| Stahlindustrie                                                                    | Braj Kishore Tripathi ab 27. Mai 2000                                        | Orissa         |        | BJD       |
| Abteilung für Investitionsabbau (Privatisierung) (Department of Disinvestment)    | Arun Jaitley 10. Dezember 1999                                               | Delhi          |        | BJP       |
| Abteilung für Investitionsabbau (Privatisierung) (Department of Disinvestment)    | Arun Shourie ab 24. Juli 2000                                                | Uttar Pradesh  |        | BJP       |
| Kohle und Minen                                                                   | N. T. Shanmugam ab 27. Mai 2000                                              | Delhi          |        | PMK       |
| Kohle und Minen                                                                   | Uma Bharti ab 26. August 2002                                                | Madhya Pradesh |        | BJP       |
| Recht, Justiz und Unternehmensangelegenheiten (Law, Justice and Company Affairs)  | Arun Jaitley ab 24. Juli 2000 bis 7. November 2000, danach Kabinettsminister | Delhi          |        | BJP       |
| Straßentransport und Autobahnen (Road Transport and Highways)                     | B. C. Khanduri ab 7. November 2000                                           | Uttarakhand    |        | BJP       |
| Abteilung für die Nordostregion (Department of North Eastern Region)              | Arun Shourie ab 1. September 2001                                            | Uttar Pradesh  |        | BJP       |
| Abteilung für die Nordostregion (Department of North Eastern Region)              | C. P. Thakur ab 29. Januar 2003                                              | Bihar          |        | BJP       |

## Staatsminister ohne eigenen unabhängigem Aufgabenbereich
Vom Aufgabenbereich entsprachen diese Staatssekretären.
| Amt | Name                                                           | Bundesstaat                       | Partei | Partei |
| --- | -------------------------------------------------------------- | --------------------------------- | ------ | ------ |
| Chemikalien und Düngemittel (Chemicals and fertilisers) | Ramesh Bais                                                    | Madhya Pradesh                    |        | BJP    |
| Chemikalien und Düngemittel (Chemicals and fertilisers) | Satyabrata Mukherjee ab 30. September 2000                     | Westbengalen                      |        | BJP    |
| Wasserressourcen (Water resources) | Bijoya Chakravarty                                             | Assam                             |        | BJP    |
| Parlamentsangelegenheiten (Parliamentary affairs) | Shriram Chauhan                                                | Uttar Pradesh                     |        | BJP    |
| Parlamentsangelegenheiten (Parliamentary affairs) | Bhavna Chikhalia ab 29. Januar 2003                            | Gujarat                           |        | BJP    |
| Stadtentwicklung (Urban development) | Bandaru Dattatreya                                             | Andhra Pradesh                    |        | BJP    |
| Entwicklung von Humanressourcen (Human resource development) | Jaisinghrao Gaekwad Patil                                      | Maharashtra                       |        | BJP    |
| Entwicklung von Humanressourcen (Human resource development) | Jaskaur Meena ab 29. Januar 2003                               | Rajasthan                         |        | BJP    |
| Wissenschaft und Technologie (Science and technology) | Santosh Gangwar                                                | Uttar Pradesh                     |        | BJP    |
| Zivilluftfahrt | Chaman Lal Gupta                                               | Jammu und Kashmir                 |        | BJP    |
| Schwerindustrie und öffentliche Unternehmen (Heavy industries & public enterprises) | Vallabhbhai Kathiriya                                          | Gujarat                           |        | BJP    |
| Parlamentsangelegenheiten (Parliamentary affairs) | Faggan Singh Kulaste                                           | Madhya Pradesh                    |        | BJP    |
| Parlamentsangelegenheiten (Parliamentary affairs) | Vijay Goel ab 29. Januar 2003                                  | Delhi                             |        | BJP    |
| Finanzen | V. Dhananjay Kumar                                             | Karnataka                         |        | BJP    |
| Finanzen | Anant Gangaram Geete ab 2. Juli 2002                           | Maharashtra                       |        | SHS    |
| Finanzen | Anand V. Adsul ab 26. August 2002                              | Maharashtra                       |        | SHS    |
| Planung und Programmumsetzung (Planning and program implementation) | Bangaru Laxman Wechsel ins Eisenbahnministerium November 1999  | Andhra Pradesh                    |        | BJP    |
| Eisenbahnwesen (Railways) | Bangaru Laxman Rücktritt im August 2000                        | Andhra Pradesh                    |        | BJP    |
| Entwicklung von Humanressourcen (Human resource development) | Sumitra Mahajan                                                | Madhya Pradesh                    |        | BJP    |
| Entwicklung von Humanressourcen (Human resource development) | Ashok Kumar Pradhan ab 29. Januar 2003                         | Uttar Pradesh                     |        | BJP    |
| Ländliche Entwicklung (Rural development) | Subhash Maharia                                                | Rajasthan                         |        | BJP    |
| Umwelt und Forsten | Babulal Marandi Rücktritt 7. November 2000                     | Bihar                             |        | BJP    |
| Energie | Jaywanti Mehta                                                 | Maharashtra                       |        | BJP    |
| Energie | Suresh Prabhu ab 30. September 2000, Rücktritt 24. August 2002 | Maharashtra                       |        | SHS    |
| Arbeit und Beschäftigung | Munni Lal entlassen 2. Juli 2002                               | Bihar                             |        | BJP    |
| Handel und Industrie (Commerce & industries) | Omar Abdullah                                                  | Jammu und Kashmir                 |        | JKNC   |
| Handel und Industrie (Commerce & industries) | Digvijay Singh ab 22. Juli 2001                                | Bihar                             |        | JD(U)  |
| Auswärtiges | Ajit Kumar Panja Rücktritt 15. März 2001                       | Westbengalen                      |        | AITC   |
| Auswärtiges | Digvijay Singh ab dem 2. Juli 2002                             | Bihar                             |        | JD(U)  |
| Auswärtiges | Vinod Khanna ab 29. Januar 2003                                | Punjab                            |        | BJP    |
| Verteidigung (Defence) | Harin Pathak                                                   | Gujarat                           |        | BJP    |
| Verteidigung (Defence) | U. Venkata Krishnam Raju ab 22. Juli 2001                      | Andhra Pradesh                    |        | BJP    |
| Verteidigung (Defence) | Harin Pathak ab 15. November 2001                              | Gujarat                           |        | BJP    |
| Verteidigung (Defence) | O. Rajagopal                                                   | Madhya Pradesh ab 29. Januar 2003 |        | BJP    |
| Straßentransport (Surface transport) | Devendra Pradhan                                               | Orissa                            |        | BJP    |
| Erdöl | E. Ponnuswami                                                  | Tamil Nadu                        |        | PMK    |
| Erdöl | Santosh Gangwar ab 29. Januar 2003                             | Uttar Pradesh                     |        | BJP    |
| Ländliche Entwicklung (Rural development) | A. Raja                                                        | Tamil Nadu                        |        | DMK    |
| Justiz, Unternehmensangelegenheiten (Law, justice & company affairs) | O. Rajagopal                                                   | Madhya Pradesh                    |        | BJP    |
| Handel und Industrie (Commerce and industries) | Raman Singh                                                    | Madhya Pradesh                    |        | BJP    |
| Handel und Industrie (Commerce and industries) | C. Vidyasagar Rao ab 29. Januar 2003                           | Maharashtra                       |        | BJP    |
| Textilindustrie | N. Ginjee Ramachandran                                         | Tamil Nadu                        |        | MDMK   |
| Inneres | C. Vidyasagar Rao                                              | Andhra Pradesh                    |        | BJP    |
| Landwirtschaft | S. B. P. P. K. Satyanarayana Rao Rücktritt 29. September 2000  | Andhra Pradesh                    |        | BJP    |
| Landwirtschaft | Shripad Yesso Naik ab 30. September 2000                       | Goa                               |        | BJP    |
| Verteidigung | Bachi Singh Rawat                                              | Uttar Pradesh                     |        | BJP    |
| Lebensmittelverarbeitung (Food processing) | Syed Shahnawaz Hussain                                         | Bihar                             |        | BJP    |
| Kommunikation | Tapan Sikdar                                                   | Westbengalen                      |        | BJP    |
| Eisenbahnwesen | Digvijay Singh                                                 | Bihar                             |        | JD(U)  |
| Eisenbahnwesen | A. K. Moorthy ab dem 2. Juli 2002                              | Tamil Nadu                        |        | PMK    |
| Kultur, Jugend und Sport | T. H. Chaoba Singh                                             | Manipur                           |        | MSCP   |
| Kultur, Jugend und Sport | Pon Radhakrishnan ab 30. September 2000                        | Tamil Nadu                        |        | BJP    |
| Verbraucherangelegenheiten und Verteilung öffentlicher Güter (Consumer affairs and public distribution) | V. Sreenivasa Prasad                                           | Karnataka                         |        | JD(U)  |
| Inneres | I. D. Swami                                                    | Haryana                           |        | BJP    |
| Inneres | Harin Pathak ab 29. Januar 2003                                | Gujarat                           |        | BJP    |
| Bergbau und Bodenschätze (Mines and minerals) | Rita Verma                                                     | Bihar                             |        | BJP    |
| Bergbau und Bodenschätze (Mines and minerals) | Ramesh Bais Schifffahrt, ab 29. Januar 2003                    | Chhattisgarh                      |        | BJP    |
| Finanzen | Eknath Vikhe Patil                                             | Maharashtra                       |        | SHS    |
| Landwirtschaft Schifffahrt ab 7. November 2000 | Hukumdeo Narayan Yadav                                         | Bihar                             |        | BJP    |
| Landwirtschaft Schifffahrt ab 7. November 2000 | Dilipkumar Gandhi Schifffahrt, ab 29. Januar 2003              | Gujarat                           |        | BJP    |
| Planung, Statistik, Programmumsetzung (Planning, Statistics, Programme Implementation), sowie Abteilung für Verwaltungsreformen, öffentliches Beschwerdewesen und Pensionen (Department of Administrative Reforms, Public Grievances and Pensions) | Arun Shourie ab 22. November 1999                              | Uttar Pradesh                     |        | BJP    |
| Auswärtiges | U. Venkata Krishnam Raju ab 30. September 2000                 | Andhra Pradesh                    |        | BJP    |
| Auswärtiges | Omar Abdullah ab 22. Juli 2001                                 | Jammu und Kashmir                 |        | JKNC   |
| Informationstechnologie und Kommunikation (IT and communication) | Sumitra Mahajan ab dem 2. Juli 2002                            | Madhya Pradesh                    |        | BJP    |